# Месть степфордских жён
«Месть степфордских жен» (англ. Revenge of the Stepford Wives) — американский триллер 1980 года, снятый Робертом Фуэстом. Фильм является продолжением триллера 1975 года «Степфордские жёны», снятого по одноименному роману Айры Левина.

## Сюжет
Действие фильма происходит спустя 10 лет после событий первого фильма. В прологе супружеская пара пытается покинуть идеальный пригород Степфорд, однако их убивает шеф полиции.
Тележурналистка Кэй Фост приезжает в Степфорд, чтобы создать репортаж о знаменитом городе, где самый низкий показатель преступности и разводов. Кэй сразу подмечает, что все жёны города словно сошли с экрана телевизоров: их дома идеально убраны, они покорны, и у них нет личной жизни — каждая из них посвящает всю себя любимому мужу. И каждые четыре часа, когда в городе звучит сирена, каждая из них принимает таинственное лекарство.
Вскоре Кэй знакомится с новоприбывшей в город парой, Меган и Энди Брэйди. Энди — полицейский по профессии, тут же вступает в Мужскую Ассоциацию Степфорда, возглавляемую властным Дэйлом Кобом. Кэй уверена, что что-то неладное творится в Степфорде, и вскоре её догадки подтверждаются, когда Барбара Паркинсон чуть было не сбила Кэй машиной, а затем начала вести себя крайне неадекватно. Вскоре Меган пропадает на несколько дней, а появившись вновь, начинает вести себя как и другие жёны Степфорда.

## В ролях
- Шерон Гласс — Кэй Фостер
- Джули Кавнер — Меган Бэйди
- Одра Линдли — Барбара Паркинсон
- Дон Джонсон — Офицер Энди Брэйди
- Мэйсон Адамс — Уолли
- Артур Хилл — Дэйл Корбетт
- Эллен Уистон — Киттен
- Томас Хилл — Доктор Эдгар Трент
- Гей Роуэн — Анджелина
- Джим МакКрелл — Брюс Мэнсон
- Ли Уоррик — Шелли Таршис
- Эд Белл — Гэри Таршис
- Шелдон Фелднер — Норман Кан
- Говард Уитт — Шеф полиции

## Интересные факты
Съёмки картины проходили в Калифорнии, хотя действие фильма происходит в Коннектикуте.